# 白鳥 (1956年の映画)
『白鳥』（The Swan）は、1956年のアメリカ合衆国の映画。
チャールズ・ヴィダー監督の作品で、出演はグレース・ケリーなど。
ハンガリーの劇作家フェレンツ・モルナールの戯曲を映画化しており、モナコ公妃となったケリーの「引退記念作品」といわれることもある。
アメリカでは、ケリーとレーニエ3世の結婚式と同じ日である1956年4月18日に公開された。

## キャスト
※括弧内は日本語吹替（初回放送1969年1月11日 NHK『劇映画』）
- アレクサンドラ姫：グレース・ケリー（小沢沙季子）
- アルバート殿下：アレック・ギネス（木下秀雄）
- ニコラス・アギー：ルイ・ジュールダン（野沢那智）
- ビアトリクス公妃：ジェシー・ロイス・ランディス（寺島信子）
- ヒアシンス神父：ブライアン・エイハーン（川久保潔）
- マリア・ドミニカ女王：アグネス・ムーアヘッド（北原文枝）
- 執事：レオ・G・キャロル

## スタッフ
- 監督：チャールズ・ヴィダー
- 脚色：ジョン・ダイトン
- 原作戯曲：フェレンツ・モルナール
- 製作：ドア・シャリー
- 撮影：ジョセフ・ルッテンバーグ、ロバート・サーティース
- 美術：セドリック・ギボンズ、ランダル・デュエル
- 音楽：ブロニスラウ・ケイパー
- 衣裳：ヘレン・ローズ